# Škoda 25Tr Irisbus
Škoda 25Tr Irisbus (w zachodniej Europie Irisbus Škoda 25Tr) – przegubowy trolejbus niskopodłogowy. Wyprodukowano go we współpracy firm Škoda (wyposażenie elektryczne) i Irisbus (część mechaniczna). Pochodzi ze standardowego trolejbusu Škoda 24Tr Irisbus.

## Konstrukcja
Trolejbusy 25Tr (podobnie jak standardowa wersja 24Tr) wykorzystują zmodyfikowaną karoserię autobusową pojazdów Citybus 18M i Citelis 18M. Jest to czwarta unifikacja trolejbusu z autobusem w Czechach.
Pojazd 25Tr jest trzyosiowym trolejbusem z samonośną karoserią. Pojazd jest niskopodłogowy, jedynie siedzenia umieszczone są na podwyższeniach. Trolejbus ma możliwość obniżenia prawej strony. Z prawej strony znajdują się cztery dwuskrzydłowe składane drzwi, które mogą być otwierane przez pasażerów.
Wyposażenie elektryczne oparto na tranzystorach IGBT i unifikowano ze standardową wersją 24Tr. W odróżnieniu od swojego poprzednika, trolejbusu 22Tr, pojazd 25Tr ma tylko jeden silnik, napędzający tylną oś. Na życzenie klienta, trolejbus może być wyposażony w pomocniczy agregat, umożliwiający jazdę na odcinkach sieci pozbawionych trakcji trolejbusowej.
W pierwszym egzemplarzu 25Tr wykorzystano karoserię autobusu Citybus (zlínski pojazd o numerze bocznym 401 – prototyp), pojazdy produkowane od końca 2005 roku posiadały zmodyfikowane pudło autobusu Citelis.

### 25TrBT
Produkowane od 2007 roku trolejbusy mają oznaczenie 25TrBT. Od 25Tr różnią się zmodyfikowanym wyposażeniem elektrycznym oraz tym, że są całkowicie niskopodłogowe (łącznie z tylną częścią). Pojazdy z pomocniczym agregatem mają silnik spełniający normę EURO IV. Pierwszym trolejbusem tego typu (posiadającym pomocniczy agregat) był zlínski trolejbus o numerze bocznym 407.

## Prototyp
Prototyp trolejbusu 25Tr zaprezentowano publicznie 15 lipca 2004 roku. W kolejnych miesiącach był testowany (również z przewozem pasażerów) w Pilźnie, Uściu nad Łabą, Czeskich Budziejowicach, Brnie i Zlinie, gdzie otrzymał numer boczny 401 i został włączony do regularnej eksploatacji 1 maja 2005 roku.

## Dostawy
Trolejbusy typu 25Tr wytwarzano w latach 2005–2014.
| Państwo        | Miasto               | Nadwozie       | Lata dostaw    | Liczba | Numery taborowe | Uwagi                  |        |
| -------------- | -------------------- | -------------- | -------------- | ------ | --------------- | ---------------------- | ------ |
| Czechy         | Brno                 | Citelis 1B     | 2007–2009      | 9      | 3609–3617       |                        | [ 3 ]  |
| Czechy         | Czeskie Budziejowice | Citelis 1A     | 2005–2007      | 13     | 58–70           |                        | [ 4 ]  |
| Czechy         | Czeskie Budziejowice | Citelis 1B     | 2008–2012      | 18     | 71–88           |                        | [ 4 ]  |
| Czechy         | Chomutov – Jirkov    | Citelis 1B     | 2009           | 1      | 026             |                        | [ 5 ]  |
| Czechy         | Pilzno               | Citelis 1B     | 2009           | 5      | 520–524         | wszystkie z agregatami | [ 6 ]  |
| Czechy         | Cieplice             | Citelis 1B     | 2008           | 2      | 212, 213        |                        | [ 7 ]  |
| Czechy         | Uście nad Łabą       | Citelis 1A     | 2006           | 6      | 604–609         |                        | [ 8 ]  |
| Czechy         | Zlín – Otrokovice    | Citybus        | 2005           | 1      | 401             | prototyp, z agregatem  | [ 9 ]  |
| Czechy         | Zlín – Otrokovice    | Citelis 1A     | 2006–2007      | 5      | 402–406         | wszystkie z agregatami | [ 9 ]  |
| Czechy         | Zlín – Otrokovice    | Citelis 1B     | 2007–2014      | 7      | 407–413         | wszystkie z agregatami | [ 9 ]  |
| Słowacja       | Bratysława           | Citelis 1A     | 2006           | 6      | 6701–6706       | wszystkie z agregatami | [ 10 ] |
| Słowacja       | Preszów              | Citelis 1A     | 2006–2007      | 3      | 704, 707, 708   |                        | [ 11 ] |
| Słowacja       | Preszów              | Citelis 1B     | 2008           | 2      | 709, 710        |                        | [ 11 ] |
| Łączna liczba: | Łączna liczba:       | Łączna liczba: | Łączna liczba: | 78     |                 |                        |        |

## Galeria

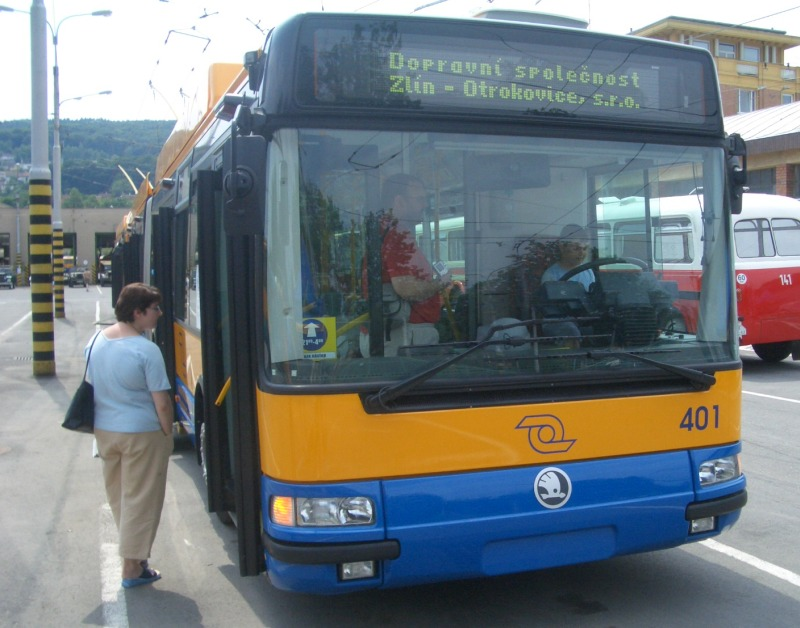
Prototyp trolejbusu Škoda 25Tr Irisbus
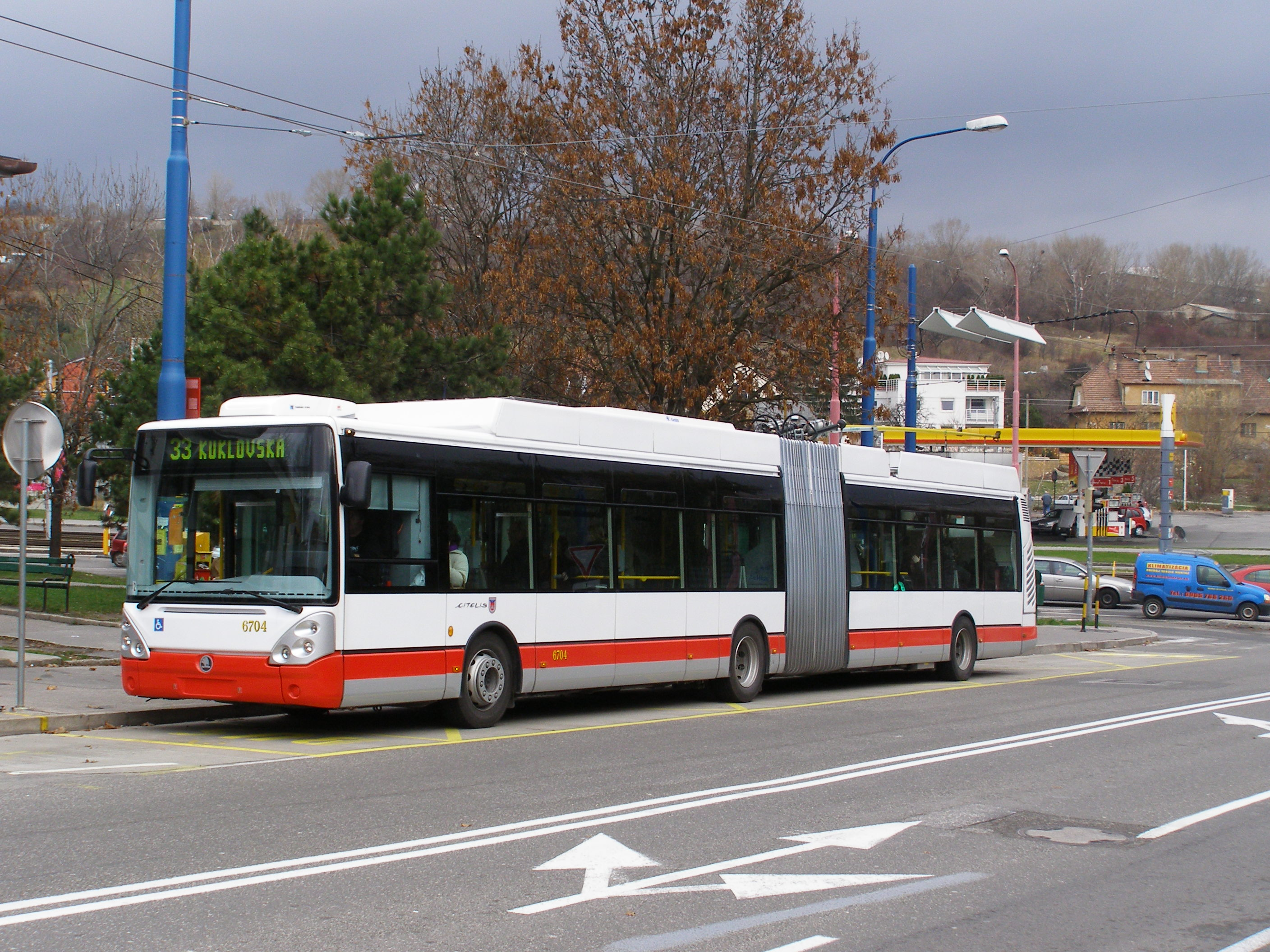
Bratysławski trolejbus Škoda 25Tr Irisbus